# Temporada de huracanes
Temporada de huracanes és una pel·lícula mexicana de drama, thriller i folk horror del 2023, dirigida per Elisa Miller. Està basada en la novel·la homònima escrita per Fernanda Melchor i adaptada al cinema per Daniela Gómez i Miller, protagonitzada per Paloma Alvamar, Andrés Cordaz, Kat Rigoni, Conchi León, Ernesto Meléndez i Edgar Treviño.
El film s'enfoca en un grup d'adolescents que descobreixen el cadàver de La Bruja, una dona respectada i temuda per la comunitat, surant en un canal pròxim a la ranchería La Matosa, a Veracruz. La pel·lícula va ser nominada a 11 nominacions dels Premis Ariel, incloent-hi Millor Pel·lícula, Millor Direcció i Millor Guió Adaptat.

## Argument
A la ranxeria La Matosa, a Veracruz, un grup d'adolescents troben el cadàver de La Bruixa, una dona respectada i temuda per la comunitat, surant en un canal. A partir de l'esdeveniment, començaran a descobrir els foscos secrets de la seva localitat i els seus habitants.

## Repartiment
- Paloma Alvamar - Yesenia
- Andrés Cordaz - Luismi
- Edgar Treviño - La Bruja
- Kat Rigoni - Norma
- Ernesto Meléndez - Brando
- Gustavo Morales - Munra
- Conchi León - Chiquis

## Producció i distribució
Després de llegir la novel·la, la directora Elisa Miller va buscar aconseguir els drets de l'obra, i al costat de Daniela Gómez es va encarregar de realitzar l'adaptació a guió. El filmva ser part de la iniciativa ¡Que viva México!, un projecte de Netflix enfocat en impulsar el cinema local, i es va filmar durant 6 setmanes en l'estat de Tabasco. La pel·lícula, filmada en els municipis de Paraíso, Jalpa de Méndez, Nacajuca, Santiago de Teapa, Cárdenas i Centla de l'estat de Tabasco, es va estrenar en el Festival Internacional de Cinema de Morelia del 2023, on competeix en la categoria de Millor Llargmetratge Mexicà. El repartiment inclou a molts actors amb experiència en teatre i que realitzen el seu primer paper al cinema.
Després de la seva estrena en el Festival Internacional de Cinema de Morelia, la pel·lícula va tenir una estrena limitada en sales de cinema i va arribar a Netflix el 1° de novembre.

## Premis i reconeixements
| Any  | Premi                                       | Categoria                           | Nominació                                                 | Resultat  |
| ---- | ------------------------------------------- | ----------------------------------- | --------------------------------------------------------- | --------- |
| 2024 | Premis Ariel                                | Millor Pel·lícula                   | Temporada de Huracanes                                    | Nominat   |
| 2024 | Premis Ariel                                | Millor Direcció                     | Elisa Miller                                              | Nominat   |
| 2024 | Premis Ariel                                | Millor Guió Adaptat                 | Elisa Miller i Daniela Gómez                              | Guanyador |
| 2024 | Premis Ariel                                | Millor Edició                       | Miguel Schverdfinger i Paulina del Pas                    | Guanyador |
| 2024 | Premis Ariel                                | Millor Fotografia                   | María Secco                                               | Nominat   |
| 2024 | Premis Ariel                                | Millor So                           | Pablo Tamez Sierra, Sergio Díaz i Carlos Cortés Navarrete | Nominat   |
| 2024 | Premis Ariel                                | Millor Disseny d'Art                | Carlos I. Jacques                                         | Nominat   |
| 2024 | Premis Ariel                                | Millor Vestuari                     | Úrsula Schneider                                          | Nominat   |
| 2024 | Premis Ariel                                | Millor Música Composta per a Cinema | Héctor Ruiz                                               | Nominat   |
| 2024 | Premis Ariel                                | Millor Maquillatge                  | Alejandra Valerde                                         | Guanyador |
| 2024 | Premis Ariel                                | Millors Efectes Visuals             | Víctor València                                           | Nominat   |
| 2023 | Festival Internacional de Cinema de Morelia | Millor Pel·lícula                   | Temporada de Huracanes                                    | Nominat   |
| 2023 | Festival Internacional de Cinema de Morelia | Millor Guió                         | Elisa Miller i Daniela Gómez                              | Guanyador |